# Altdorf (Schaffhouse)
Pour les articles homonymes, voir Altdorf.
Altdorf est une localité et une ancienne commune suisse du canton de Schaffhouse.

Vue aérienne (1964)

## Histoire
Propriété successive, pendant le Moyen Âge du Hegau, du landgraviat de Nellenburg, de l'Autriche antérieure et de la ville de Schaffhouse dès 1723, le village d'Altdorf a été détruit en 1633 lors de la guerre de Trente Ans. 
La commune a été intégrée dans celle de Thayngen le 1er janvier 2009, tout comme Bibern, Hofen et Opfertshofen.